# فرودگاه تیچون
فرودگاه تیچون (به انگلیسی: Taichung Airport) یک فرودگاه نظامی و غیرنظامی باربری با کد یاتا RMQ است که یک باند فرود بتن دارد و طول باند آن ۳۶۳۰ متر است. این فرودگاه در کشور چین قرار دارد و در ارتفاع ۲۰۳ متری از سطح دریا واقع شده است.